# Porto-Novo
|  | Per a altres significats, vegeu «Porto Novo (desambiguació)». |

Porto-Novo (23.819 habitants), també coneguda com a Hogbonou i Adjacé és la capital de Benín. La ciutat és un port sobre la badia de Porto-Novo, part del golf de Guinea. Porto-Novo és la segona ciutat més gran de Benín, després de Cotonou, la principal ciutat del país, tant políticament com culturalment. La ciutat és el centre d'una zona agrícola que produeix principalment oli de palma, cotó i capoc. A la dècada del 1990 es va trobar petroli a la costa de davant la ciutat, per la qual cosa s'ha convertit en un important centre d'exportació d'aquest hidrocarbur.

## Geografia

### Topografia

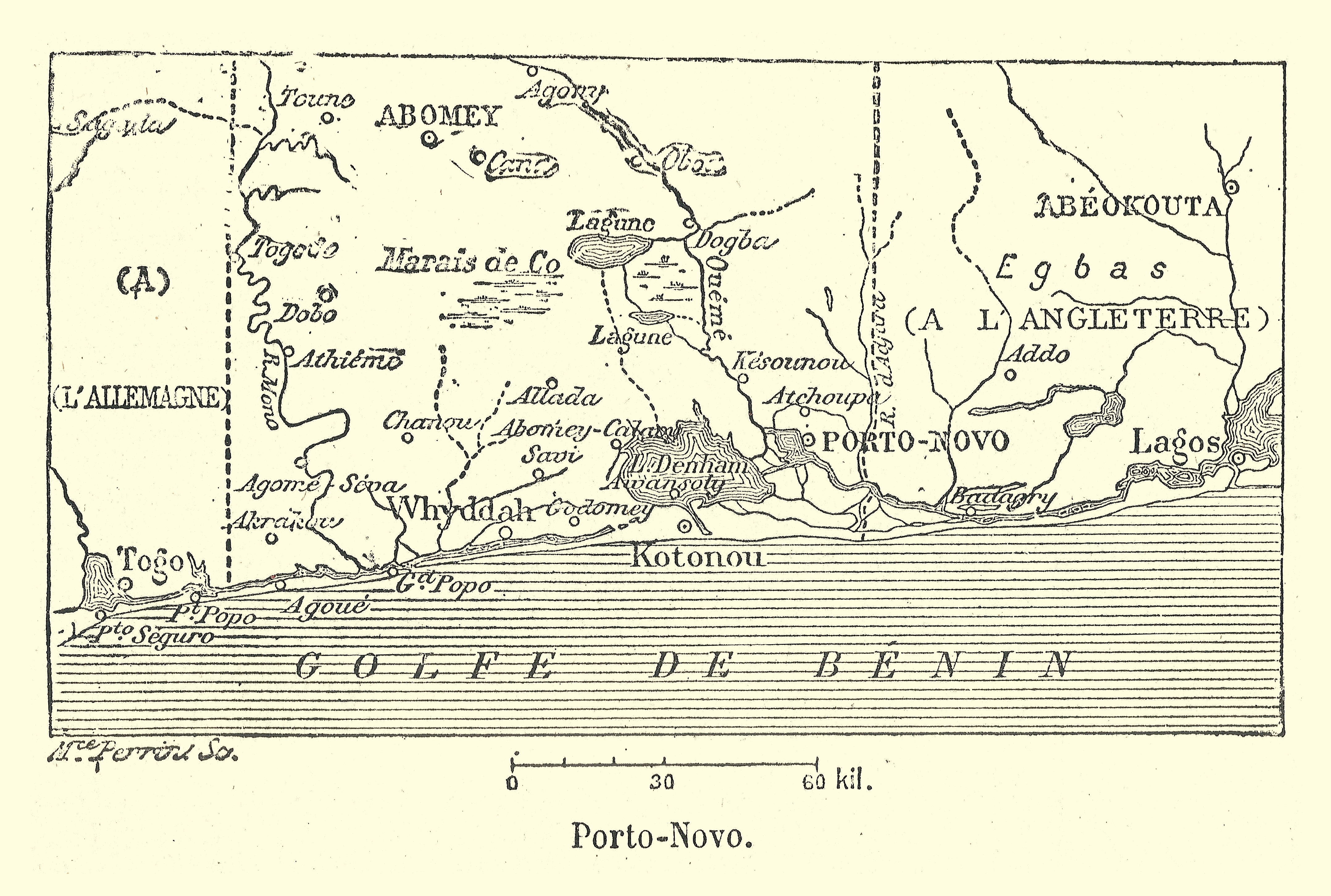
Mapa de Porto Novo de 1894 de Franz Schrader.

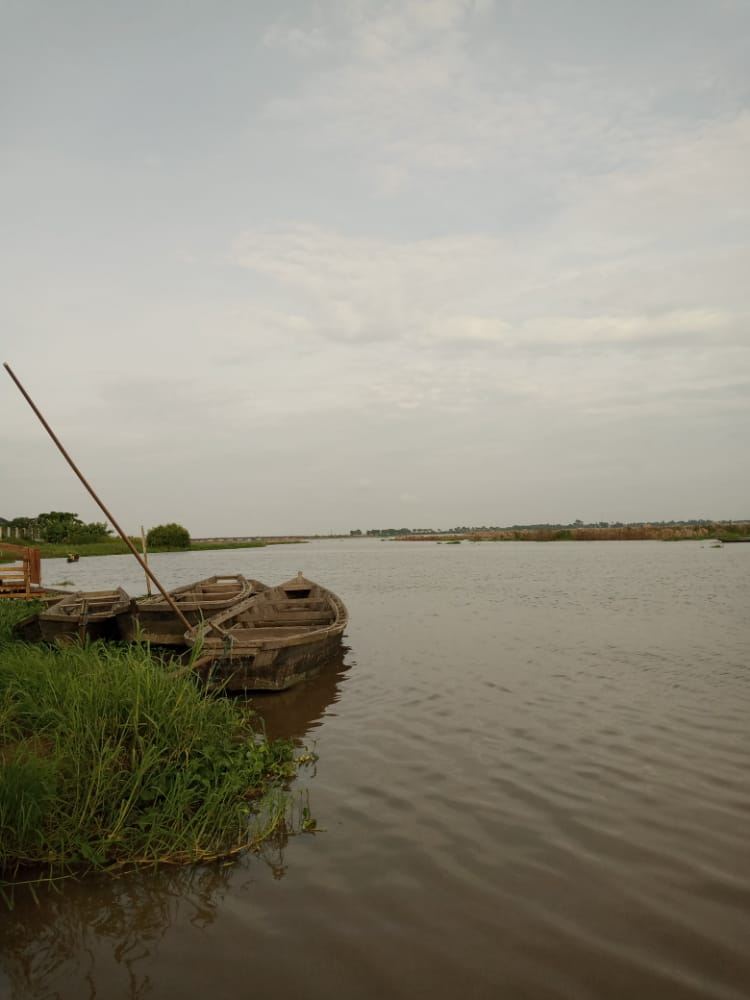
Piragües a la llacuna de Porto Novo.

Porto-Novo està situat al sud de Benín, a 13 quilòmetres de l'Oceà Atlàntic, del qual està separat per una llacuna, la llacuna de Porto-Novo o Lac Nokoué. La seva altitud és d'uns 245 metres i cobreix 52 km².
Està a 30 quilòmetres de Cotonú a l'oest, la capital econòmica, i a 12 kilòmetres de la frontera nigeriana a l'est. Els municipis limítrofs són Akpro-Missérété, Avrankou i Adjarra al nord, Sèmè-Kpodji al sud, Adjarra a l'est i Aguégués a l'oest.

### Clima
La ciutat té un particular clima tropical humit anomenat clima subequatorial, amb quatre estacions, dues seques (de novembre a mitjan març, i de mitjans de juliol a mitjan setembre) i dues humides (de mitjans de març a mitjan juliol, i de mitjans de setembre a mitjan novembre). La humitat és alta (75%), les temperatures varien entre 21,9 °C i 32,8 °C, les precipitacions tenen una mitjana de 1.200 mm a l'any. El harmattan bufa de desembre a gener un vent fred i sec.

### Geografia administrativa
El municipi de Porto-Novo està dividit en cinc districtes: Houèzoumè, Attakê, Djassin, Houinmè i Ouando. Aquests districtes se subdivideixen en barris.

## Història
Porto-Novo fou fundada probablement a la segona meitat del segle xvi pel llegendari rei Te-Agdanlin d'Allada. El seu nom deriva de "port nou" en portuguès, perquè en aquesta zona es desenvolupava una gran activitat de comerç i de tràfic d'esclaus cap a Amèrica.
El Regne de Porto-Novo es va acollir a la protecció de França l'any 1863 per defensar-se del setge britànic; no obstant això, el veí regne d'Abomey no va tolerar aquest acostament cap a França i es va iniciar una guerra entre els dos estats africans. L'any 1883, amb l'arribada de l'armada francesa a Porto Novo i Cotonú, la regió va ser incorporada a la "colònia de Dahomey i les seves dependències". Amb la victòria francesa a la primera guerra de Dahomey Dahomey reconeix el Regne de Porto-Novo com a protectorat francès i renuncia als drets duaners a Cotonou a canvi d'un pagament anual. Porto-Novo es va convertir en la capital de la colònia el 1900.
Els reis de Porto-Novo van continuar governant la ciutat fins a la mort de l'últim rei, Alohinto Gbeffa l'any 1976. Des de 1908, van ser coneguts com Chef supérieur (Cap superior en francès)
Molts afrobrasilers es van assentar a Porto Novo en el seu retorn a Àfrica després de l'abolició de l'esclavitud a Brasil. Això va provocar que l'arquitectura i la gastronomia brasileres formessin una part important de la cultura de Porto Novo.

Imatges de l'època colonial.
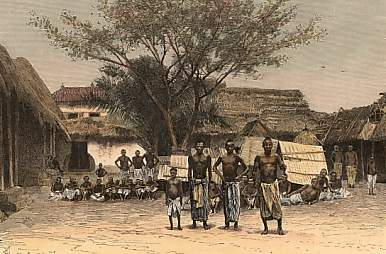
«Groupo de naturales» (Pranishnikoff, 1887).
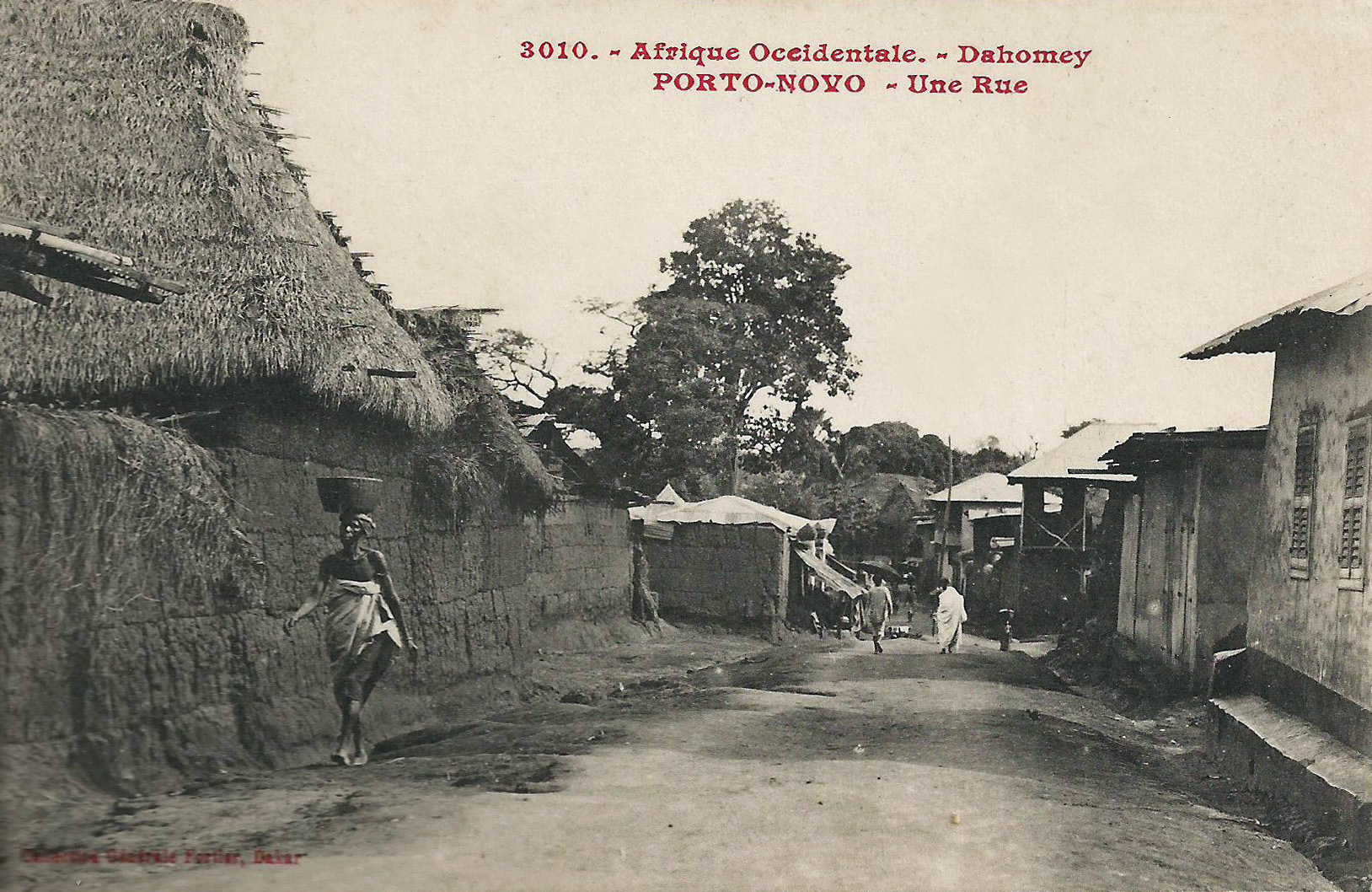
« Un carrer » (François-Edmond Fortier, 1908).
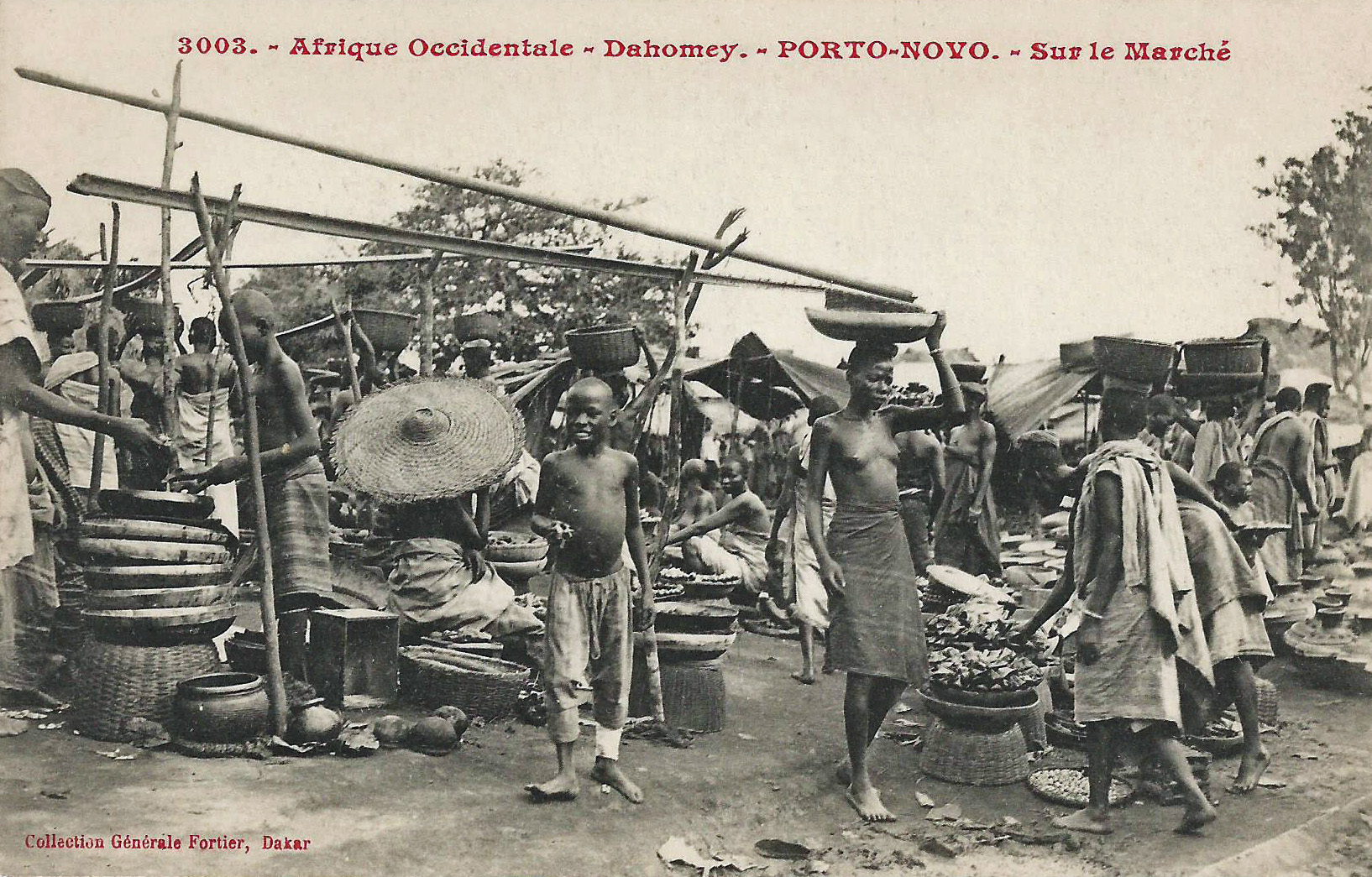
« Al mercat » (Fortier 1908).
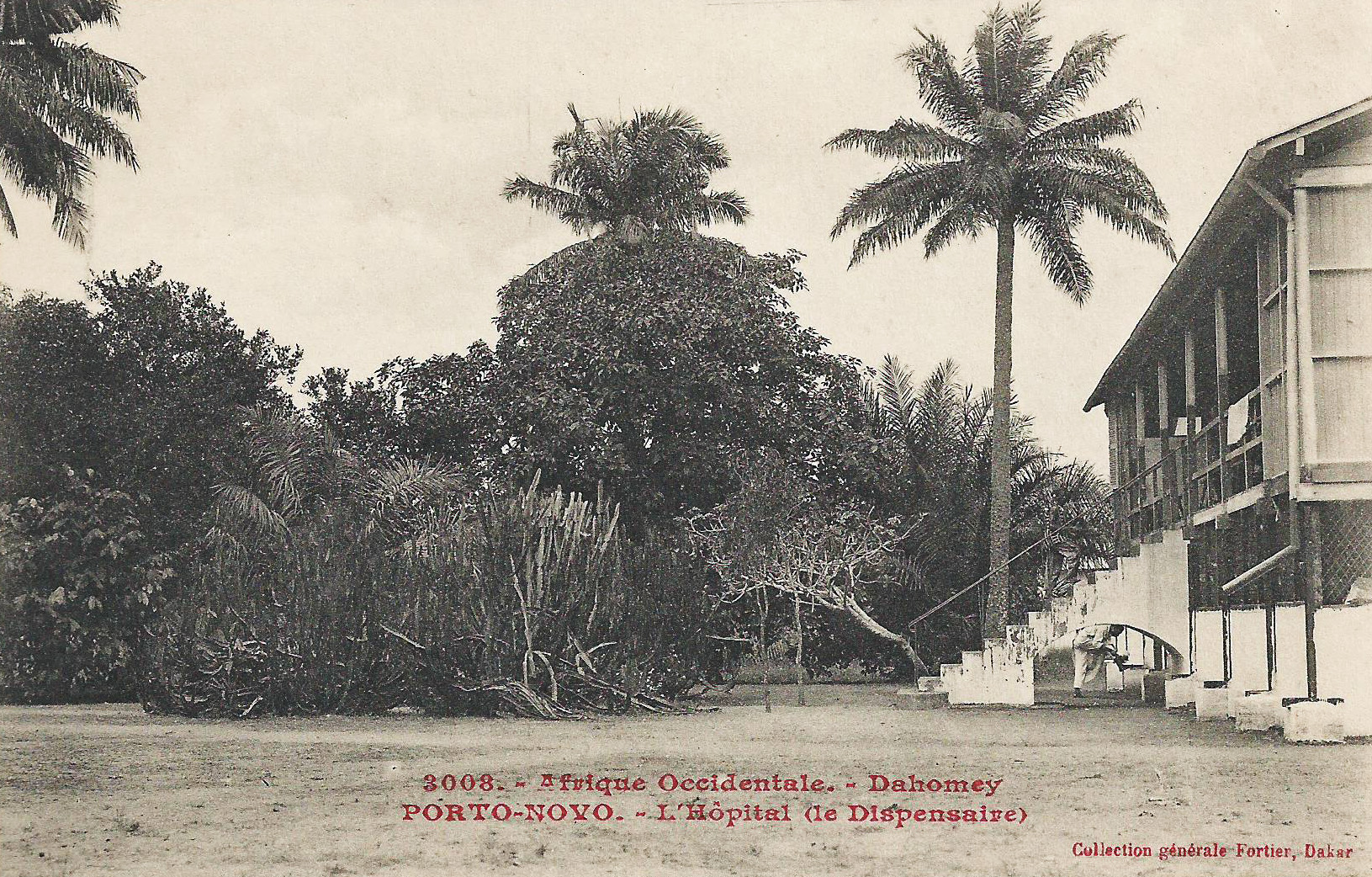
«L' hospital (el dispensari)» (Fortier 1908)

### Lliste dels reis

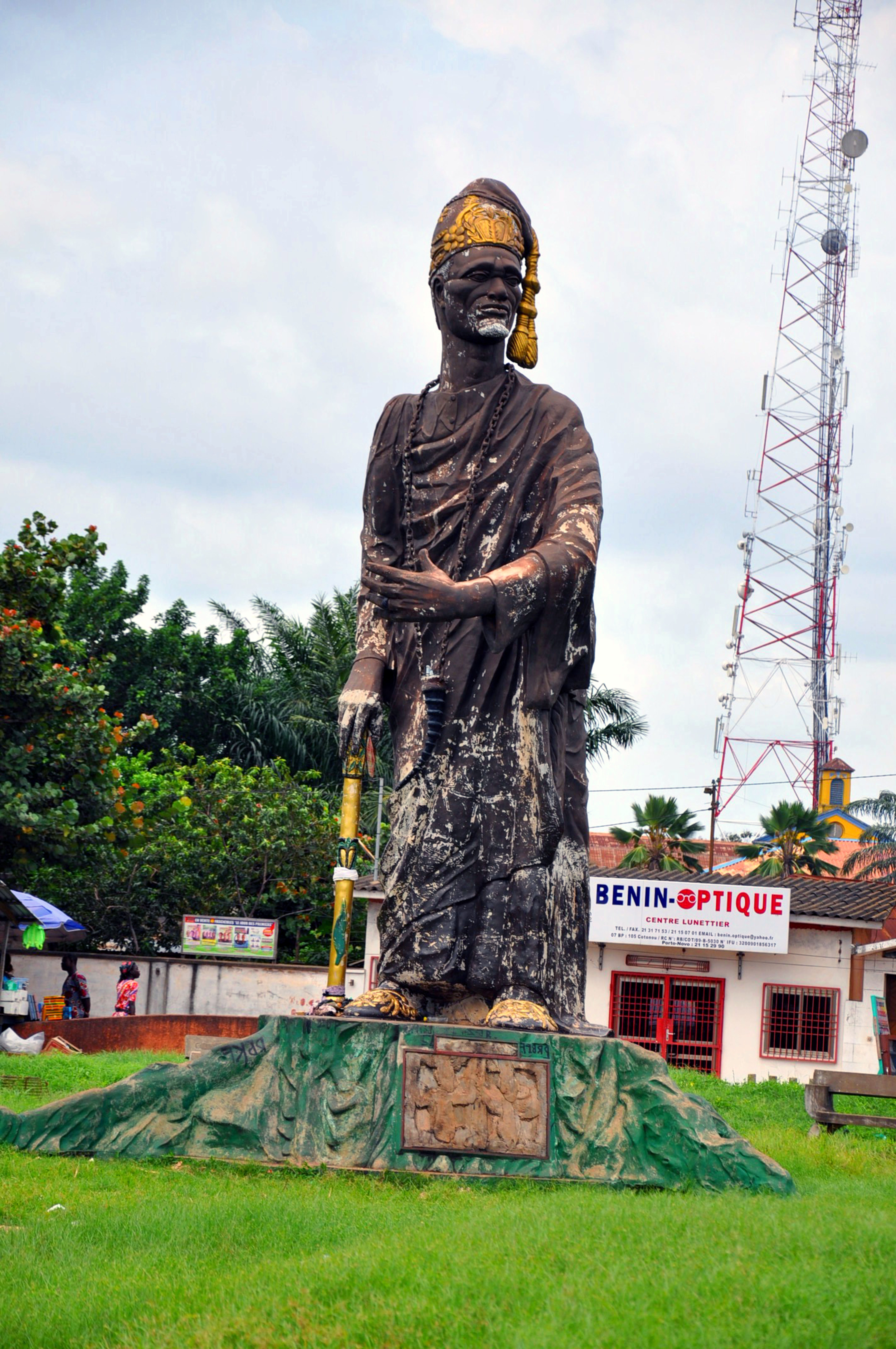
Estàtua del rei Toffa I a Porto Novo

| Noms                      | Regnat                      |
| ------------------------- | --------------------------- |
| Hufon                     | 1794 - 1807                 |
| Ajohan                    | 1807 - 1816                 |
| Tofa I                    | 1816 - 1818                 |
| Hweze                     | 1818 - 1828                 |
| Toyon                     | 1828 - 1836                 |
| Meyi                      | 1836 - 8 sept. 1848         |
| Soji                      | 8 sept. 1848 - 3 feb. 1864  |
| Mikpon                    | 11 feb. 1864 - 23 mai 1872  |
| Mesi II                   | 4 juny 1872 - 26 juny 1874  |
| Tofa II                   | 16 sept. 1874 - 7 feb. 1908 |
| Caps superiors            |                             |
| Gbedisin Tof              | 10 feb. 1908 - 22 oct. 1913 |
| Huji                      | 1913 - 1929                 |
| Toli                      | 1929 - 1930                 |
| Gbehinto                  | 1930 - 1940                 |
| Gbeso Toyi                | 1941 - 194.                 |
| Alohinto Gbeffa           | 194. - 16 juliol 1976       |
| Kpotozoumè Dèh Hakpon III | - 7 febrer 2020             |

## Demografia
La ciutat de Porto-Novo, dins dels seus límits administratius, tenia 223.552 habitants en el cens de 2002. La seva densitat és de 1985 hab./km². Els menors de 19 anys constitueixen més de la meitat de la seva població. El 2010, hi havia 314.500 habitants.
Porto Novo, com en general Benín, es caracteritza per una gran diversitat ètnica. Els Gouns representen prop de 80% de la població, la resta es reparteix entre els yoruba, Adjas, Toffinus, Mines, Sèto, Tori, Baribas, Dendis, Yoms, Lokpas, Batammaribas i Peuls.
Per a la majoria dels Gouns de Benín i Nigèria, aquesta ciutat és sovint anomenada la Ciutat Mare, la de la seva civilització moderna, encara que no podem oblidar certs orígens d'Allada.
Alguns dels seus habitants tenen un cognom d'origen portuguès, herència de la colonització portuguesa. Aquesta població és difícil d'estimar, perquè molts habitants de la regió, al llarg de la història, s'han instal·lat a altres regions i ciutats de Benín, així com a altres regions del golf de Guinea (inclosa Nigèria). Els descendents d'aquest grup no són necessàriament descendents de mestissos africans i portuguesos, sinó que són majoritàriament descendents d'africans convertits al cristianisme pels portuguesos, i són majoritàriament catòlics. Porto-Novo és un dels pocs llocs del Golf de Guinea (encara que hi ha excepcions: Sant Pere a Costa d'Ivori o a les antigues colònies portugueses) de la regió que han conservat els seus noms portuguesos.
Alguns grups ètnics estan més especialitzats en determinades activitats econòmiques, els gouns en el transport o l'agricultura, els yorubes en el comerç.

## Economia i transport
La regió de Porto-Novo produeix oli de palma, cotó i ceiba pentandra (capoc). Es va descobrir petroli a les costes de la ciutat l'any 1968 i s'ha convertit en una important exportació des dels anys noranta. La ciutat també és coneguda pel mercat d'Ouando, un dels més grans del país i de l'Àfrica Occidental.

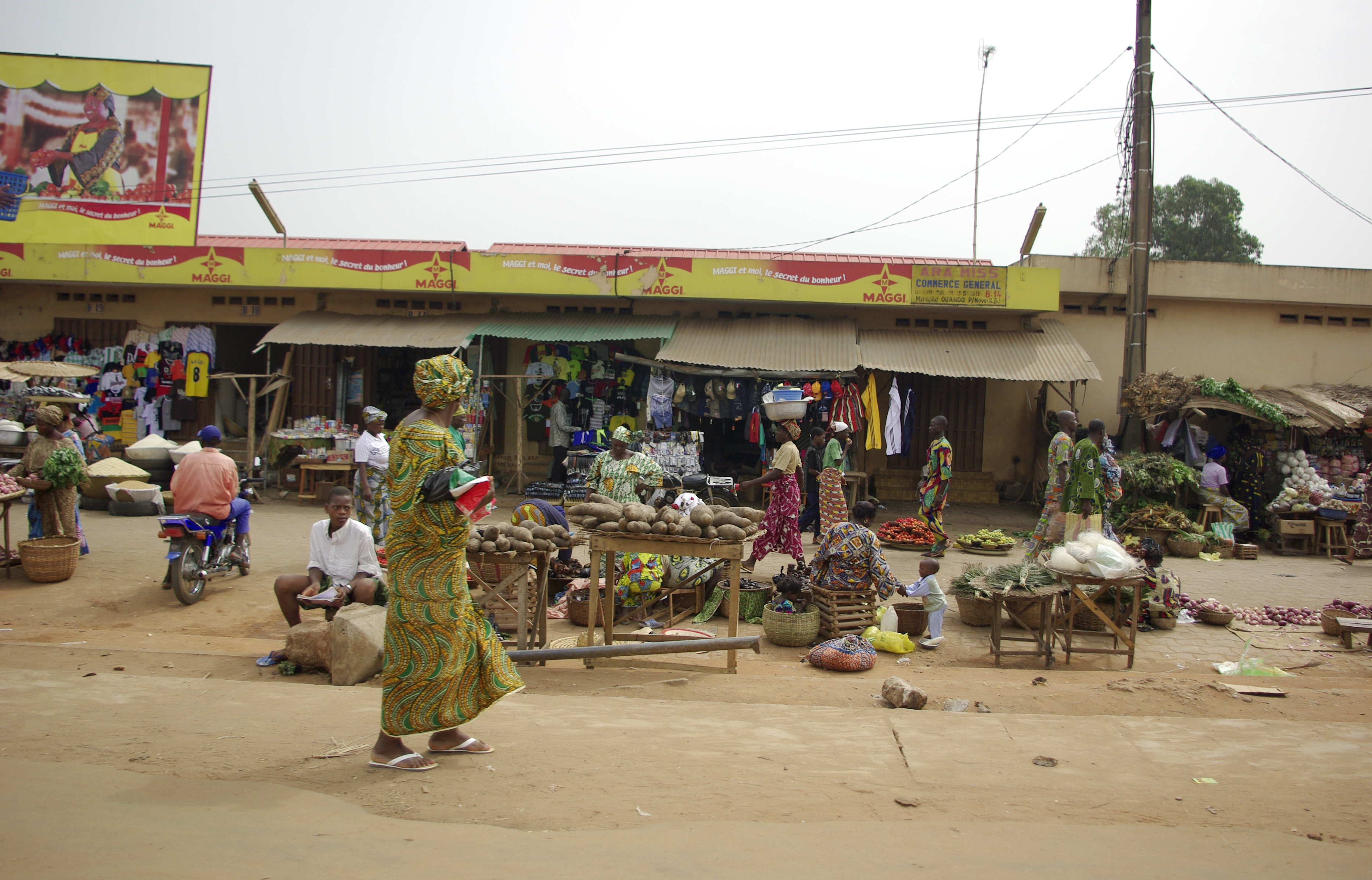
Mercat d'Ouando.
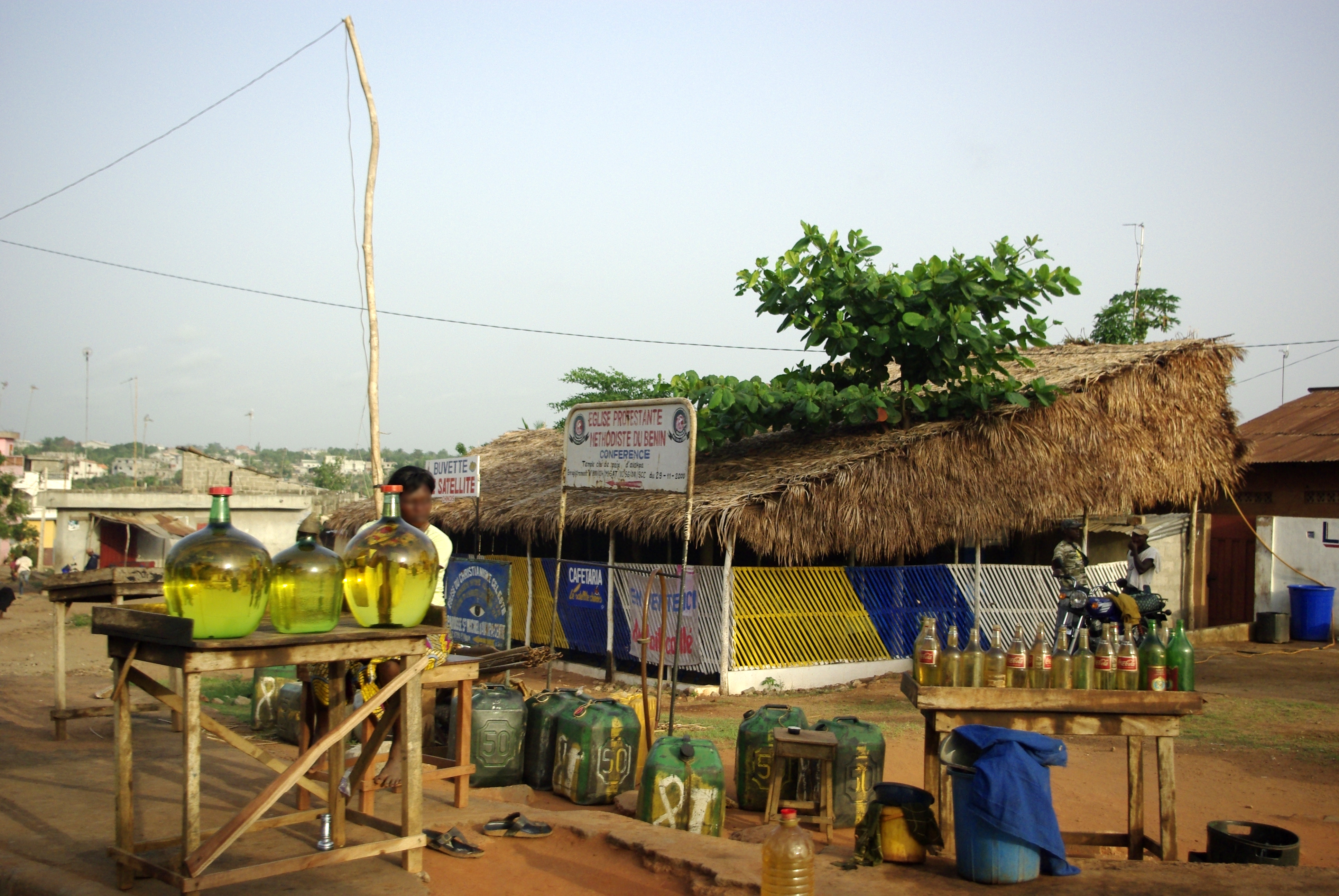
Venda de kpayo i d'oli.
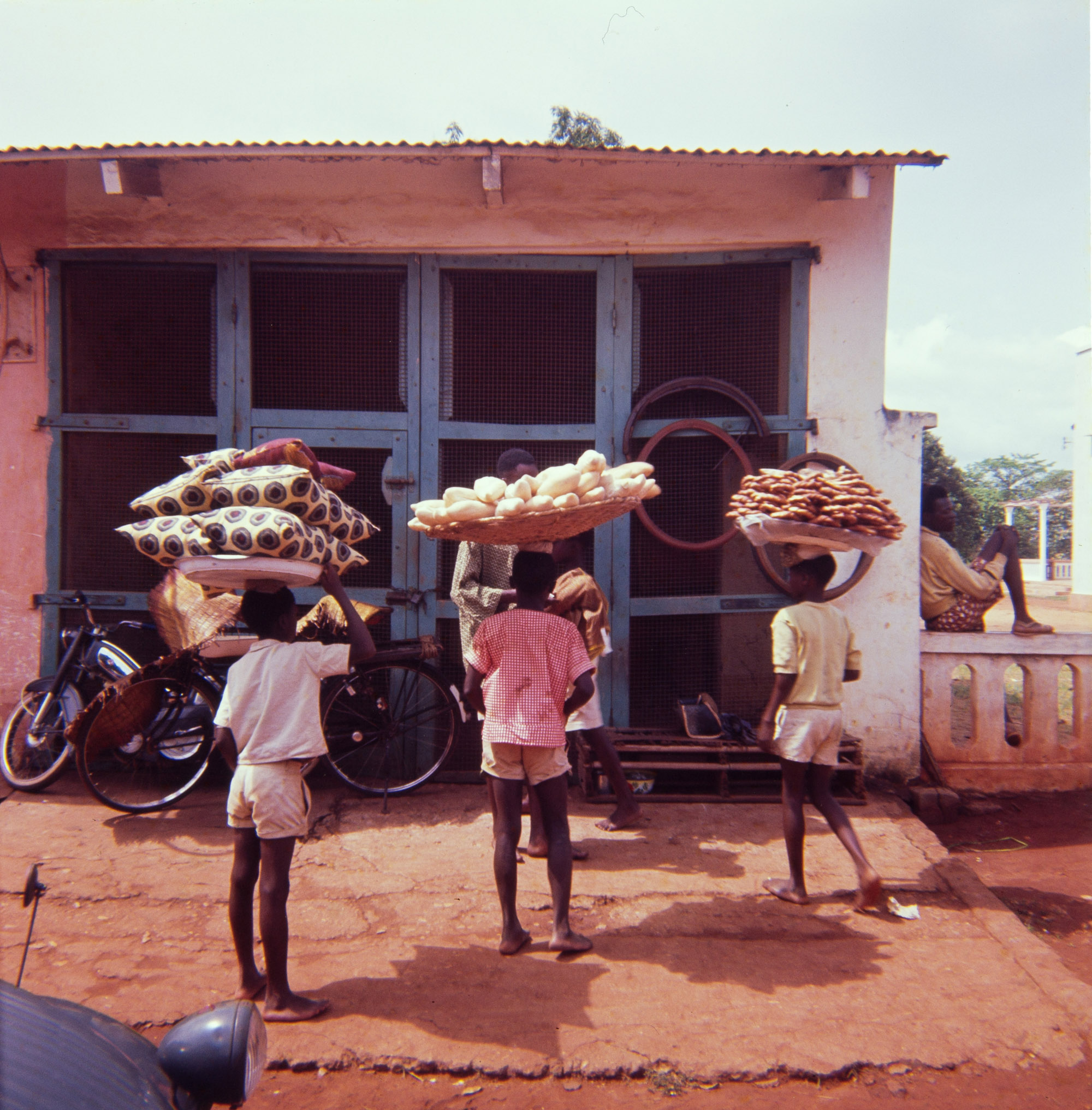
venedors de carrer.
- Ruta del centre de la ciutat
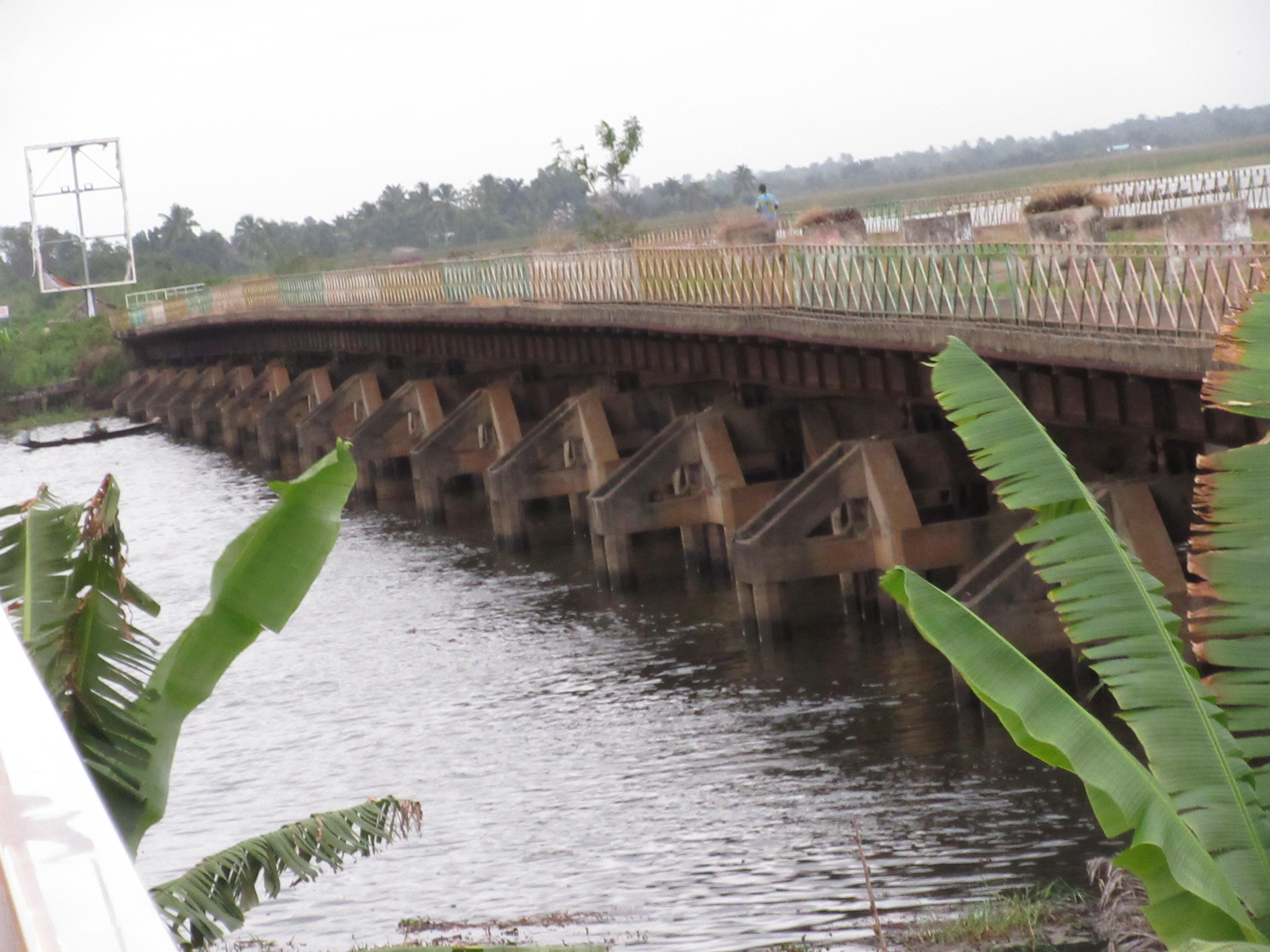
Pont antic que uneix Cotonú amb Porto Novo.

## Llocs d'interès

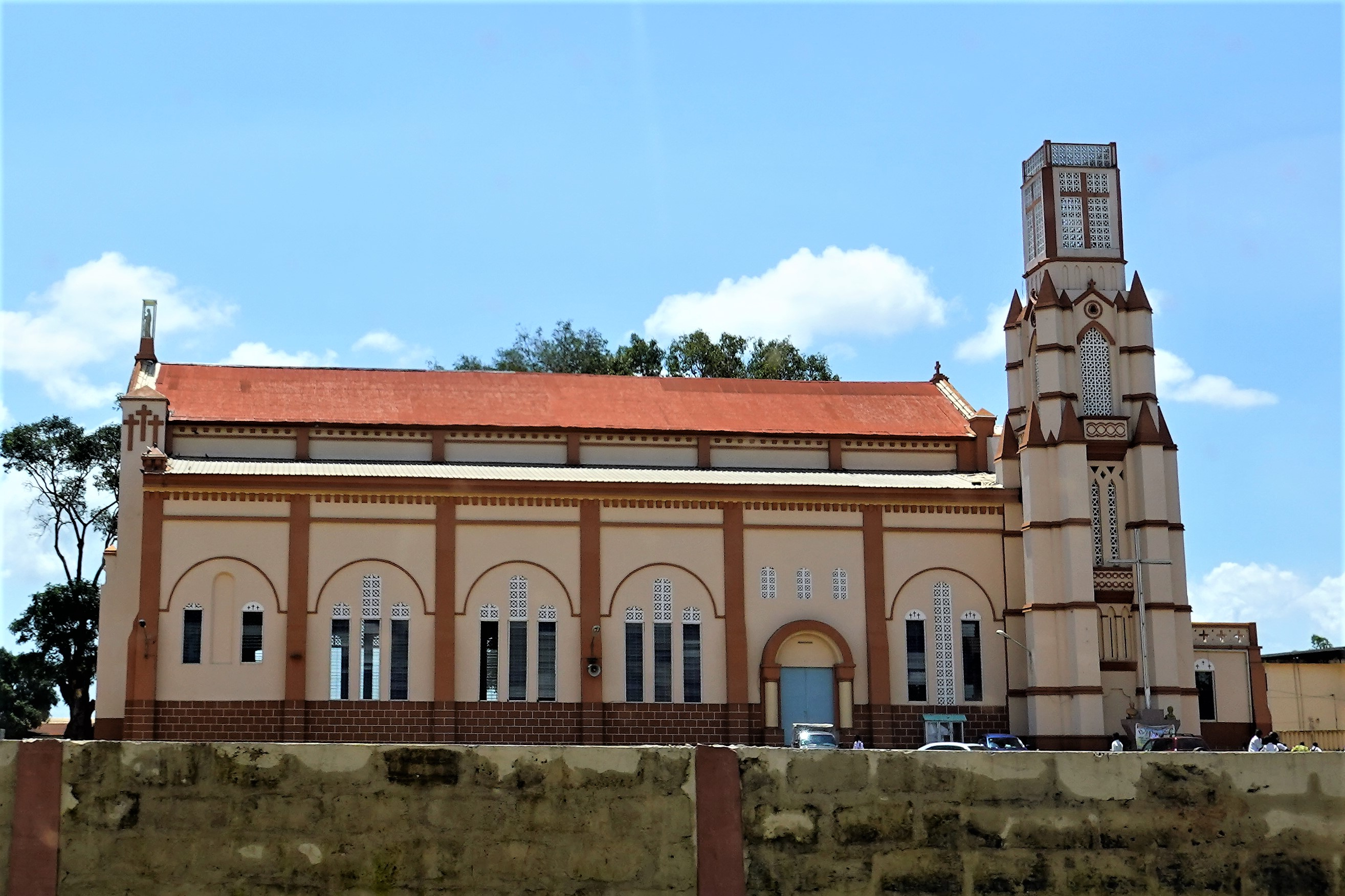
Catedral de Porto Novo.

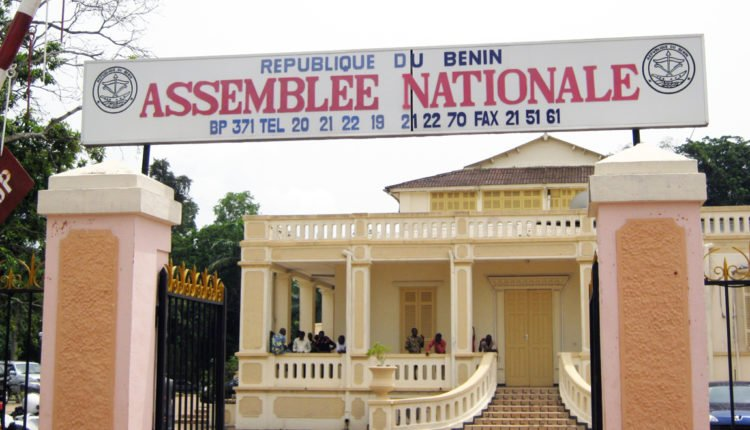
Edificis de l'Asambela Nacional de Benín el 2019.

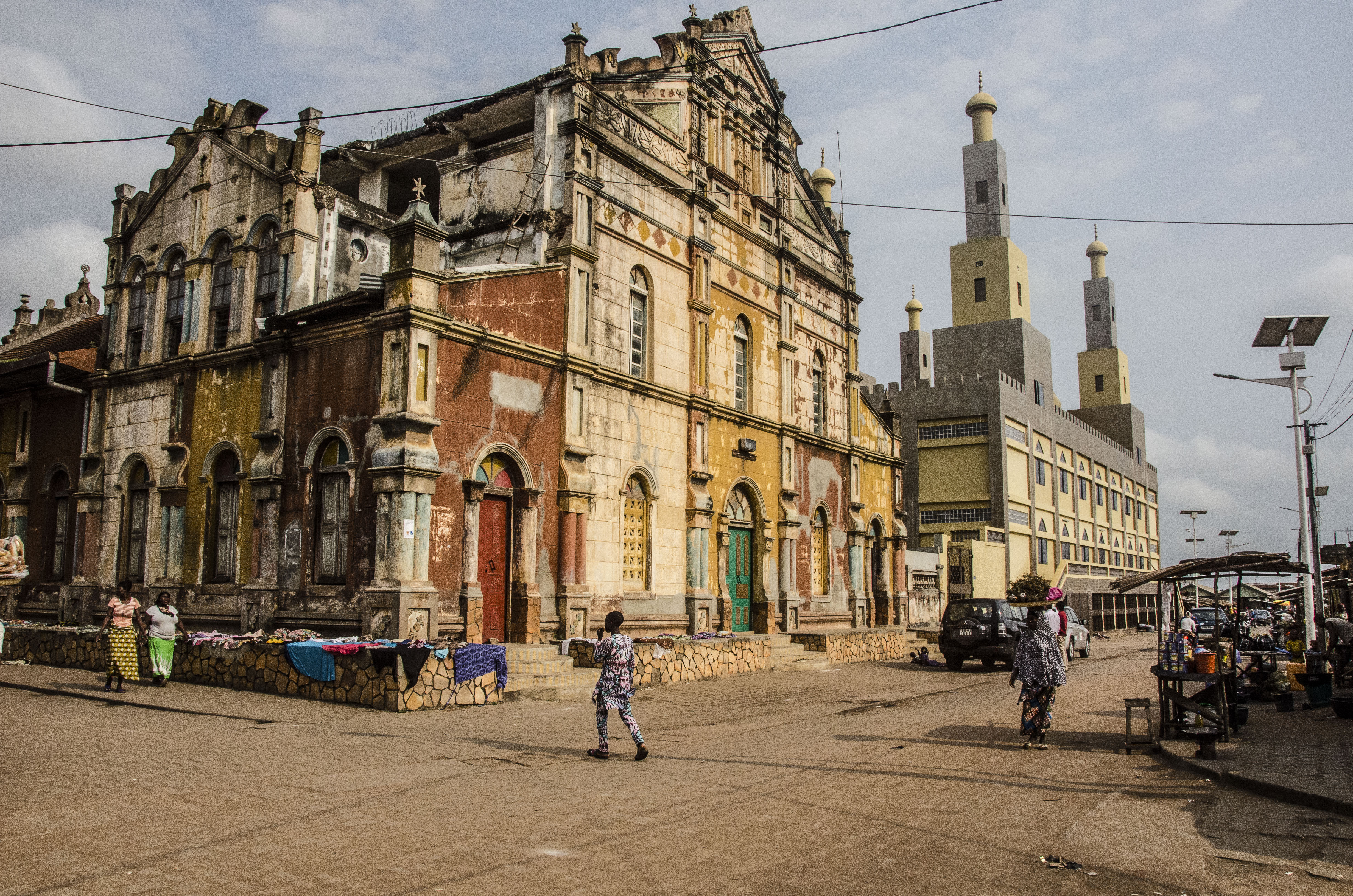
La Gran Mosquée de Porto Novo. La seva arquitectura té semblances a les esglésies de Salvador de Badia.

Porto-Novo compta amb diversos llocs i edificis destacables:
- El Museu d'Etnografia de Porto-Novo, que conté una important col·lecció de màscares Yoruba, així com objectes de la història de la ciutat i del país.
- El palau del rei Toffa, també conegut com el Museu Honmé i el Palau Reial (Le Musée Honmé et le Royal Palace en francès), que avui dia és un museu que mostra la vida de la monarquia africana.
- La gran plaça de Jardin Place Jean Bayol, on es troba l'estàtua del primer rei de Porto-Novo.
- El Museu da Silva d'història de Benín, que mostra el retorn dels afrobrasilers.
- El Palau del Governador (Palais du Gouverneur en francès), seu de la cambra de legisladors.
- La Gran Mesquita de Porto-Novo, que anteriorment era una església d'estil brasiler.
- L'Institut d'Alts Estudis de Benín.
- A Porto-Novo es troben el Stade Municipale i el Stade Charles de Gaulle, l'estadi de futbol més gran de la ciutat.
- La Biblioteca Nacional de Benín

Porto-Novo es troba prop de la ciutat Ouidah, de la ciutat de Cotonú i de la veïna Nigèria, així com del parc nacional Pendjari, un hàbitat natural per a moltes espècies africanes.

## Música

### Adjogan
L'Adjogan és la música endèmica de Porto-Novo. Aquest estil musical es toca amb un alounloun, un pal amb anells metàl·lics molt junts que fan un dringar amb el redoblament del pal. Es diu que l'alounloun era un instrument de la cort del rei Te-Agdanlin. Aquesta música era tocada en honor del rei i els seus ministres, i és tocada en les esglésies catòliques de la ciutat.

## Persones notables
- Alexis Adandé, arqueòleg[17]
- Anicet Adjamossi, futbolista.[18]
- Kamarou Fassassi, polític.[19]
- Romuald Hazoume, artista[20]
- Samuel Oshoffa, fundador de la Celestial Church of Christ.[21]
- Claudine Talon, primera dama de Benín (des de 2016)[22]
- Marc Tovalou Quenum, advocat, escriptor i panafricanista.[23]
- Paulin Soumanou Vieyra, director i autor[24]